# Kolonie en Protectoraat Gambia
De Kolonie en Protectoraat Gambia (Engels: Gambia Colony and Protectorate) was van 1821 tot 1965 een Britse kolonie en protectoraat over een gebied in West-Afrika langs de rivier de Gambia dat sinds 1965 de onafhankelijke staat Gambia vormt. Het gebied dat direct rond Bathurst (het tegenwoordige Banjul) lag was een kolonie en het gebied dat in het binnenland lag was een protectoraat. In het begin van de kolonie behoorde het nog tot de Kolonie Sierra Leone, maar in 1888 kreeg het een eigen officieel benoemde gouverneur. De grens met de Franse kolonie Senegal was een constant probleem, maar in 1889 werd het uiteindelijk opgelost en werden de grenzen vastgelegd. Al het gebied dat binnen het bereik van de kanonnen van een oorlogsschip dat op de rivier de Gambia voer lag werd Brits. Zo komt het land ook aan zijn rare vorm.

## Economie
De economie van de kolonie Gambia draaide vrijwel geheel op agricultuur. De Britten richtten de Colonial Development Corporation op om de productie op te voeren. Het doel was om 20 miljoen eieren en een miljoen pond pluimvee per jaar te produceren, maar dit lukte niet omdat Gambia hier niet geschikt voor was en er tyfus onder het pluimvee uitbrak. Dit riep veel kritiek af over de corporatie.

## Onafhankelijkheid
In 1965 werd Gambia een onafhankelijke staat binnen het Gemenebest van Naties met de Britse koningin als staatshoofd. In 1970 werd de Republiek Gambia uitgeroepen en op 2 oktober 2013 stapte het land ook uit het Gemenebest van Naties omdat het laatstgenoemde organisatie een neokoloniale instelling vindt.